# بنیاد سکولاریزاسیون جامعه اسلامی
بنیاد سکولاریزاسیون جامعه اسلامی (ISIS) تشکیل‌شده از نویسندگانی است که به ترویج ایده‌های سکولاریسم، دموکراسی و حقوق بشر در جامعه اسلامی می‌پردازد. این بنیاد بخشی از مرکز جستار است.
این بنیاد در ۱۹۹۸ توسط مسلمان سابق، ابن وراق بنیان‌گذاری شد. هدف این گروه مقابله با تعصب دینی، خشونت و تروریسم است. این سازمان به تبلیغ هیچ سامانه اعتقادی یا دگم دینی نمی‌پردازد، بلکه خود را مشترک قانون دولت سکولار، آزادی بیان و اعلامیه جهانی حقوق بشر می‌داند.